# Pool-Prinzip
Das Pool-Prinzip bezeichnet eine Strategie der Medienarbeit, die insbesondere im Zusammenhang mit der  Kriegsberichterstattung bekannt wurde. Dabei werden nur ausgewählte Journalisten vor Ort informiert bzw. von der Armee an bestimmte Punkte des Kampfgebiets gebracht. 
Nach Protesten der Medienvertreter wurde bei der Invasion Panamas 1989 erstmals das Pool-System etabliert. Aus der Vielzahl von Journalisten wurden einige wenige ausgewählt, die von bestimmten Kriegsschauplätzen berichten sollten und ihre Berichte dann den übrigen Journalisten zur Verfügung stellen sollten. Das Militär erhoffte sich, so die Inhalte der Berichterstattung kontrollieren zu können und zu bestimmen, was die Reporter zu sehen bekamen. Dieses System ging zunächst auf Vorschläge der Presse selbst zurück. Denn die Journalisten glaubten, besseren Zugang zu erhalten, wenn sie auf einen Teil der Unabhängigkeit verzichteten – eine Hoffnung, die sich nicht bestätigen sollte.
Bei der Invasion Panamas wählte das Pentagon zwölf Reporter für den Pool aus, hielt sie aber auf dem Flugplatz in Panama-Stadt fest, bis die Kampfhandlungen beendet waren. Trotz Tausender Opfer entstand der Eindruck einer sauberen und schnellen Aktion. Für die Regierung – immer noch im Glauben, der Vietnam-Krieg hätte gewonnen werden können, hätte nicht die Berichterstattung der Presse für Anti-Kriegshaltung in der Bevölkerung forciert – hatte sich das Rezept der Medienkontrolle bewährt. Knightley schreibt: „[…] Panama can be seen as the final testing ground of a military media strategy that was to change forever the ways wars would be reported in the West and which was deployed in all its notoriety in the Gulf War.“
In weiteren Kriegen, an denen die US-Streitkräfte beteiligt waren, wurde dieses Prinzip weitgehend beibehalten, insbesondere im Golfkrieg. Eine Weiterentwicklung stellt das System des Embedded Journalism dar.